# Cenere (1916)
Cenere ist ein kurzes italienisches Stummfilmmelodram aus dem Jahre 1916 von Febo Mari. Die legendäre Theaterschauspielerin Eleonora Duse ist hier in ihrer einzigen Filmrolle zu sehen. Der halbstündige Film basiert auf dem gleichnamigen, 1904 veröffentlichten Roman von Grazia Deledda.

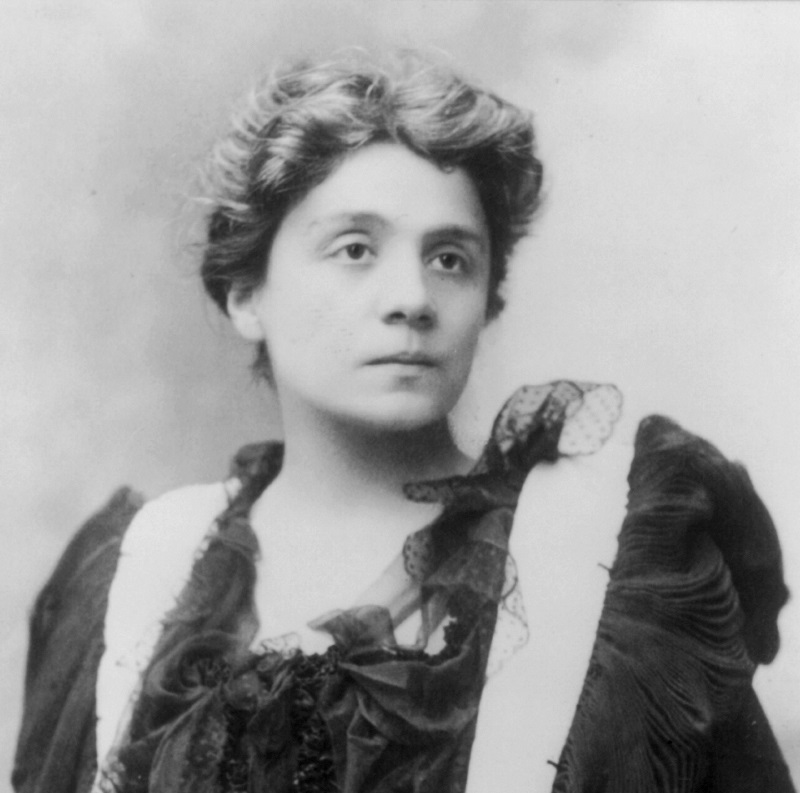
Drehte nur diesen einen Film: Eleonora Duse

## Handlung
Rosalia Derios ist eine unverheiratete Frau in einem kleinen sardischen Dorf. Sie ist die Geliebte eines verheirateten Mannes, der ihr ein Kind macht, das Rosalia Anania nennt. Da sie sich nicht angemessen um ihren Sohn sorgen kann, überlässt Rosalia ihn schweren Herzens ihrem Verführer. Ehe sie Anania verlässt, übergibt Rosalia dem Jungen ein „heiliges“ Amulett, das ihn auf seinem Lebensweg stets beschützen soll. Anania wächst in seinem Vaterhaus zu einem stattlichen, jungen Mann heran und plant eines Tages seine Hochzeit mit einem Mädchen aus wohlhabendem Hause. Kurz zuvor begegnen sich Mutter und Sohn, der lange nach Rosalia gesucht hatte, endlich Zeit wieder. Doch diese Wiederbegegnung bleibt nicht ohne Konflikte, zu viele Dinge, Fragen und Vorwürfe haben sich in all den vergangenen Jahren aufgestaut.
Auch Rosalia hat große Probleme damit, zu akzeptieren, dass aus ihrem Baby von einst mittlerweile ein erwachsener Mann geworden ist. Anania sieht es als seine Pflicht an, seine Mutter zu sich zu nehmen, auch wenn seine Zukünftige strikt dagegen ist. Und so möchte Rosalia dem Eheglück ihres wiedergefundenen Sohnes keinesfalls im Wege stehen und tötet sich, in einem letzten Akt der Selbstaufopferung, aus diesem Grund selbst. Anania steht vor dem Leichnam seiner Mutter und öffnet erstmals das Amulett von einst, das Rosalia ihm einst umgehängt hatte: In ihm befindet sich lediglich etwas Asche.

## Produktionsnotizen
Cenere, auf Deutsch Asche, wurde im August 1916 auf Sardinien gedreht und gegen Ende desselben Jahres uraufgeführt. Eine deutsche Aufführung ist nicht überliefert.
Der Inhalt von Cenere umfasst nur den letzten Teil von Deleddas Roman. Regisseur Mari erhielt bei seiner Inszenierung ungenannte Hilfe vom Produzenten Arturo Ambrosio.
Mari und die Darstellerin der Verlobten Margherita waren miteinander verheiratet.

## Rezeption
Reclams Filmführer schrieb zu Cenere: „Die Filmvision … war – trotz des Mitwirkens der Duse – wenig erfolgreich. Einer der Gründe für den Mißerfolg mögen Meinungsverschiedenheiten zwischen dem Regisseur und der Hauptdarstellerin gewesen sein: Mari wollte einen regelrechten “Starfilm” drehen, während die damals sechzigjährige Duse an einen „modernen“ Film im Stil von Griffith dachte.“
Eleonora Duse selbst war mehr als unzufrieden mit dem fertigen Produkt. In einem Brief an ihre französische Kollegin Yvette Guilbert äußerte sie ihre Bitte, sich „diese dumme Sache“ lieber nicht anzuschauen, denn „du wirst nichts oder fast nichts von mir darin finden“.